# Waynea
Waynea is een geslacht van korstmossen behorend tot de familie Ramalinaceae. De typesoort is Waynea californica.

## Soorten
Volgens Index Fungorum bevat het geslacht vier soorten (peildatum april 2023):
| Soortnaam          | Auteur(s)    | Publicatiejaar |
| ------------------ | ------------ | -------------- |
| Waynea algarvensis | van den Boom | 2012           |
| Waynea californica | Moberg       | 1990           |
| Waynea cretica     | Llop         | 2006           |
| Waynea giraltiae   | van den Boom | 2010           |